# Бонвил
Вижте пояснителната страница за други значения на Бонвил.
Окръг Бонвил (на английски: Bonneville County) е окръг в щата Айдахо, Съединени американски щати. Площ 4923 km² (2,27% от площта на щата, 15-о място по големина). Население – 114 595 души (2017), 6,51% от населението на щата, гъстота 23,28 души/km². Административен център град Айдахо Фолс.
Окръгът е разположен в югоизточната част на щата. На изток граничи с щата Уайоминг, а в останалите посоки със следните окръзи: на юг – Карибу, на югозапад – Бингам, на север – Джеферсън, Мадисън и Титон. В западната и централната част на окръга релефът е равнинен, зает от горната част на обширната равнина на река Снейк. В източната част на окръга, по границата с Уайоминг са разположени хребетите Снейк (връх  Маунт Бърд 10025 f (3055 m) и Карибу (9805 f, 2989 m) Между тях от югоизток на северозапад протича участък от горното течение на река Снейк (ляв приток на Колумбия), на която е изграден язовирът Палисайд, „опашката“ на който е на територията на Уайоминг. След като напусне планината, реката навлиза в обширната планинска равнина Снейк и постепенно завива на запад и югозапад, като преминава и през административния център Айдахо Фолс. В южната част на окръг Бонвил, на границата с окръг Карибу е разположено езерото Грейс.
Най-голям град в окръга е административният център Айдахо Фолс 56 813 души (2010 г.), втори по големина е град Амън 13 816 души (2010 г.), източно предградие на Айдахо Фолс. Други по-малки градчета са: Айона, Суон Вали, Ъруин и др.
През окръга преминават участъци от 1 междущатска магистрала и 2 междущатски шосета:
- Междущатска магистрала  – 16 мили (25,7 km), от югозапад на североизток покрай Айдахо Фолс;
- Междущатско шосе  – 35 мили (56,3 km), от запад на изток, а след Айдахо Фолс на североизток;
- Междущатско шосе  – 75 мили (120,7 km), по цялото протежение надолината на река Снейк.

Окръгът е образуван на 7 февруари 1911 г. и е наименуван в чест на Бенджамин Люис Бонвил, изследовател на Американския запад през 1831 – 1835 г.